# Eileithyia
Eileithyia var i græsk mytologi gudinde for fødsel og var datter af Zeus og Hera.